# IPhone 6s
iPhone 6s – dziewiąta generacja smartfona firmy Apple. iPhone 6s dostępny jest w czterech wariantach kolorystycznych – silver, gold, Space gray oraz Rose Gold (nowy kolor).
Model został zaprezentowany 9 września 2015 roku, podczas konferencji Apple w San Francisco. Jego sprzedaż rozpoczęła się 25 września 2015 r. w 10 krajach, a docelowo ma on być dostępny w 130 krajach. Data polskiej premiery: 09.10.2015 r. Telefon został wycofany z oficjalnej sprzedaży 12 września 2018 po zaprezentowaniu modeli IPhone XR, IPhone XS.

## Funkcje

### 3D Touch
Jedną z najbardziej promowanych funkcji nowego smartfona Apple jest 3D Touch, technologia pozwalająca rozpoznać siłę, z jaką naciskamy na ekran. Pozwala to na stworzenie zupełnie nowych interakcji użytkownika z urządzeniem, takich jak menu kontekstowe czy szybki podgląd zdjęcia lub maila.

### Aparat
W dziewiątej generacji iPhone'a Apple postanowiło umieścić 12-megapikselowy aparat, który umożliwia także nagrywanie filmów w rozdzielczości 4K (3840×2160). Ponadto, dodano również funkcję Live Photos, która będąc domyślnie włączona zapisuje 1,5 sekundy zdjęć seryjnych przed i po zrobieniu zdjęcia.

### Procesor
iPhone 6s to także nowy 64-bitowy procesor A9, który jest o 90% szybszy od swojego poprzednika A8, oraz koprocesor ruchu M9.